# 儲南
儲南（1465年—？），字光遠，直隸常州府宜興縣人，民籍，明朝政治人物。

## 生平
弘治八年（1495年）乙卯科應天鄉試第一百三十三名舉人，十五年（1502年）中式壬戌科會試第二百三十八名，二甲第十七名進士。

## 家族
曾祖儲伯璣；祖父儲著；父儲勳，母尹氏。具庆下。